# Faouzi Lahbi
Faouzi Lahbi (arabisch فوزي اللهبي; * 2. März 1960) ist ein ehemaliger marokkanischer Mittelstreckenläufer, der sich auf den 800-Meter-Lauf spezialisiert hat. 1987 gewann er die Bronzemedaille über 800 Meter bei den Hallenweltmeisterschaften in Indianapolis und im selben Jahr siegte er in Latakia bei den Mittelmeerspielen.

## Sportliche Laufbahn
Erste Erfahrungen bei internationalen Meisterschaften sammelte Faouzi Lahbi vermutlich im Jahr 1981, als er bei den Arabischen Meisterschaften in Tunis in 1:49,25 min die Bronzemedaille über 800 Meter hinter dem Sudaner Omer Khalifa und Amar Brahmia aus Algerien gewann. 1983 schied er bei den erstmals ausgetragenen Weltmeisterschaften in Helsinki mit 1:47,76 min in der ersten Runde aus und anschließend gewann er bei den Mittelmeerspielen in Casablanca in 1:51,63 min die Silbermedaille hinter seinem Landsmann Saïd Aouita. Im Jahr darauf nahm er an den Olympischen Sommerspielen in Los Angeles teil und schied dort mit 1:45,67 min im Viertelfinale über 800 Meter aus und kam im 1500-Meter-Lauf mit 3:47,54 min nicht über den Vorlauf hinaus. 1986 siegte er in 1:52,16 min und 4:00,15 min über 800 und 1500 Meter bei den Maghreb-Meisterschaften in Tunis und im Jahr darauf gewann er bei den Hallenweltmeisterschaften in Indianapolis in 1:47,79 min die Bronzemedaille über 800 Meter hinter dem Brasilianer José Luíz Barbosa und Wladimir Graudyn aus der Sowjetunion. Im Juli siegte er in 1:46,72 min bei den Arabischen Meisterschaften in Algier und anschließend belegte er bei den Weltmeisterschaften in Rom in 1:44,83 min im Finale den fünften Platz. Daraufhin siegte er in 1:48,87 min bei den Mittelmeerspielen in Latakia. 1988 nahm er erneut an den Olympischen Sommerspielen in Seoul teil und schied dort mit 1:47,32 min im Semifinale aus. Zudem war er Fahnenträger Marokkos bei der Eröffnungsveranstaltung der Spiele. Im Jahr darauf gewann er bei den Spielen der Frankophonie in Casablanca in 1:47,08 min die Silbermedaille über 800 Meter hinter dem Senegalesen Moussa Fall und beendete im selben Jahr seine aktive sportliche Karriere im Alter von 29 Jahren.

## Persönliche Bestzeiten
- 800 Meter: 1:44,66 min, 6. August 1986 in Koblenz
  - 800 Meter (Halle): 1:46,32 min, 1. Februar 1987 in Stuttgart
- 1500 Meter: 3:47,54 min, 9. August 1984 in Los Angeles